# می بمل ماژور
می بمل ماژور (انگلیسی: E-flat major) با مخفف (♭E) تنالیته‌ ایست بر پایه نت «می بمل» و فواصل آن بر اساس گام ماژور است.

## تعریف
گام می بمل ماژور شامل نت‌های : می بمل، فا، سُل، لا بمل، سی بمل، دو و رِ می‌شود. این تنالیته دارای سه علامت «بمل» در «سرکلید» است.
تنالیتهٔ همسایهٔ آن دو مینور و تنالیتهٔ موازی آن می بمل مینور است.

## آثار در می بمل ماژور
تنالیتهٔ می بمل ماژور اغلب در موسیقی‌های حماسی و قهرمانانه به کار می‌رود، و دلیل آن به این نوع استفادهٔ بتهوون از این تنالیته برمی‌گردد. سمفونی شماره ۳ (اروئیکا)، کنسرتو پیانو شماره ۵ (امپراتور) و سونات ۴ پیانو  او، همه در این تنالیته هستند. همچنین، سمفونی شماره ۱۰ بتهوون نیز در می بمل ماژور است. اما حتی پیش از بتهوون، فرانچسکو گالئاتزی می بمل ماژور را به‌عنوان تنالیته‌ای حماسی، بسیار باشکوه و جدی می‌شناخت.
بنابراین، همهٔ کنسرتوهای هورن موتسارت و کنسرتو ترومپت یوزف هایدن در می بمل ماژور هستند و سمفونی ۴ آنتون بروکنر با تم برجستهٔ هورن خود در موومان اول نیز چنین است. قطعهٔ حماسی دیگری که در این تنالیته نوشته شده‌است، زندگی یک قهرمان اثر ریشارد اشتراوس است. تم حماسی از موومان ژوپیتر سیاره‌ها اثر گوستاو هولست در می بمل ماژور است. سمفونی عظیم و حماسی شماره ۸ مالر هم در می بمل ماژور است و سمفونی شماره ۲ او نیز در این تنالیته پایان می‌یابد.
نمی‌توان گفت از می بمل ماژور در دورهٔ کلاسیک فقط در موسیقی‌های عظیم بادی برنجی استفاده می‌شد. می بمل ماژور تنالیته‌ای بود که هایدن اغلب برای کوارتت‌های زهی خود انتخاب می‌کرد؛ ده بار این انتخاب صورت گرفت و هر بار تنالیتهٔ موومان آهسته را در دومینانت، یعنی در سی بمل ماژور، نوشت.